# Đại cứu cánh
Đại cứu cánh (zh. 大究竟, bo. rdzogs chen རྫོགས་ཆེན་, rdzogs pa chen po རྫོགས་པ་ཆེན་པོ་, sa. atiyoga), cũng gọi là Đại viên mãn (zh. 大圓滿), Đại thành tựu (zh. 大成就), là giáo pháp chủ yếu của tông Ninh-mã (bo. nyingmapa) trong Phật giáo Tây Tạng. Giáo pháp này được xem là Mật giáo cao nhất được Thích-ca Mâu-ni chân truyền. Giáo pháp này được gọi là "Đại cứu cánh" vì nó cùng tột, không cần bất cứ một phương tiện nào khác. Theo giáo pháp này, tâm thức luôn luôn thanh tịnh, hành giả chỉ cần trực nhận điều đó. Theo truyền thuyết, Đại cứu cánh được Liên Hoa Sinh (sa. padmasambhava) và Tì-ma-la-mật-đa (sa. vimalamitra) đưa vào Tây Tạng trong thế kỉ 8 và sau đó được Lũng-cần Nhiêu-ráng-ba (zh. 隴勤饒絳巴, bo. klong chen pa ཀློང་ཆེན་པ་) tổng kết trong thế kỉ 14. Cuối cùng, tông phái này được Jigme Lingpa (1730-1798) kết tập và truyền đến ngày nay.

Giáo pháp Đại cứu cánh xuất phát từ Bản sơ Phật Phổ Hiền, từ Pháp thân (Tam thân) siêu việt thời gian và không gian. Pháp thân truyền trực tiếp cho Báo thân là Kim Cương Tát-đỏa (sa. vajrasattva), truyền đến Ứng thân là Garab Dorje (sinh năm 55). Garab Dorje truyền lại giáo pháp này cho đệ tử là Diệu Đức Hữu (sa. mañjuśrīmitra) với hơn 6 triệu câu kệ. Vị đệ tử này chia các câu kệ này làm 3 phần: Semde (tâm thức), Longde (hư không) và Mengagde (khai thị). Học trò của Diệu Đức Hữu là Cát Tường Sư Tử (sa. śrīsiṃha) hoàn chỉnh thêm phần khai thị và giao cho Kì-na-tu-đa-la (sa. jñānasūtra) và Tì-ma-la-mật-đa (Vô Cấu Hữu). Sau đó Tì-ma-la-mật-đa đưa giáo pháp này qua Tây Tạng.
Một dòng khác của giáo pháp này được Liên Hoa Sinh Đại sư phát triển hơn nữa. Sư là người được các vị Không hành nữ (sa. ḍākinī) truyền pháp Đại cứu cánh. Giáo pháp này xuất phát từ nhận thức, thể của tâm thức vốn thanh tịnh, không ô nhiễm, nhưng vì con người không nhận ra điều đó nên cứ mãi trầm luân trong sinh tử. Một phương cách đột phá được vòng sinh tử này là nhận cho được tâm thức "trần trụi", "tự nhiên" là thể tính của mọi hoạt động tâm lý. Sư trình bày cánh cửa dẫn đến "Tri kiến uyên nguyên", là sự thống nhất giữa tính Không (sa. śūnyatā) và Cực quang (sa. ābhāsvara, en. clear light, ánh sáng rực rỡ). Bên cạnh các cách thể nhận Không, còn có cách dựa vào ánh sáng của tri kiến uyên nguyên mà giác ngộ. Đây chính là cơ sở của các lời khai thị trong Tử thư, một trong những luận giải quan trọng của Phật giáo Tây Tạng.
Một phép tu khác là thực hiện được sự tan rã của tứ đại đã tạo thành thân thể không để lại dấu vết (biến mất), đạt được "thân cầu vồng" (sa. indracāpakāya).